# Schakalen (TV-serie)
Schakalen (The Day of the Jackal) är en brittisk spionthriller-tv-serie, baserad på Frederick Forsyths roman med samma namn. I huvudrollerna finns Eddie Redmayne och Lashana Lynch. Den är skriven och skapad av Ronan Bennett, producerad av Christopher Hall och regisserad av Brian Kirk, Anthony Philipson, Paul Wilmshurst och Anu Menon. Den första säsongen började sändas i november 2024. Samma månad förnyades den för en andra säsong. Serien visas i Sverige på Sky Showtime.
Omgjord i en samtida politisk miljö är serien baserad på den klassiska romanen Schakalen som kretsar kring en hänsynslös brittisk bisexuell lönnmördare, endast känd som "Schakalen" och underrättelseofficeren som har för avsikt att fånga honom.